# NHL Awards 1992
Die NHL Awards 1992 sind Eishockey-Ehrungen der National Hockey League und wurden im Juni 1992 vergeben.
Mario Lemieux war mit drei Auszeichnungen der erfolgreichste Spieler der Verleihung. Mark Messier war mit seinen beiden wichtigen Trophäen mindestens genauso zufrieden. Pawel Bure war erst der zweite Russe, der als bester Rookie geehrt wurde. Patrick Roy erhielt zum dritten Mal die Auszeichnung als bester Torhüter und Brian Leetch wurde erstmals als bester Verteidiger geehrt.

## Preisträger
Hart Memorial Trophy
Wird verliehen an den wertvollsten Spieler (MVP) der Saison durch die Professional Hockey Writers' Association
- Mark Messier (C) – New York Rangers (341 Punkte)

- Außerdem nominiert
- Patrick Roy (G) – Montreal Canadiens (105 Punkte)
- Brett Hull (RW) – St. Louis Blues (49 Punkte)

Lester B. Pearson Award
Wird verliehen an den herausragenden Spieler der Saison durch die Spielergewerkschaft NHLPA
- Mark Messier (C) – New York Rangers

Vezina Trophy
Wird an den herausragenden Torhüter der Saison durch die Generalmanager der Teams verliehen
- Patrick Roy – Montreal Canadiens (95 Punkte)

- Außerdem nominiert
- Kirk McLean – Vancouver Canucks (62 Punkte)
- Bob Essensa – Winnipeg Jets (13 Punkte)

James Norris Memorial Trophy
Wird durch die Professional Hockey Writers' Association an den Verteidiger verliehen, der in der Saison auf dieser Position die größten Allround-Fähigkeiten zeigte
- Brian Leetch – New York Rangers (335 Punkte)

- Außerdem nominiert
- Ray Bourque – Boston Bruins (112 Punkte)
- Phil Housley – Winnipeg Jets (82 Punkte)

Frank J. Selke Trophy
Wird an den Angreifer mit den besten Defensivqualitäten durch die Professional Hockey Writers' Association verliehen
- Guy Carbonneau – Montreal Canadiens (160 Punkte)

- Außerdem nominiert
- Sergei Fjodorow – Detroit Red Wings (120 Punkte)
- Kelly Miller – Washington Capitals (70 Punkte)

Calder Memorial Trophy
Wird durch die Professional Hockey Writers' Association an den Spieler verliehen, der in seinem ersten Jahr als der Fähigste gilt
- Pawel Bure (RW) – Vancouver Canucks (222 Punkte)

- Außerdem nominiert
- Nicklas Lidström (D) – Detroit Red Wings (183 Punkte)
- Tony Amonte (RW) – New York Rangers (183 Punkte)

Lady Byng Memorial Trophy
Wird durch die  Professional Hockey Writers' Association an den Spieler verliehen, der durch einen hohen sportlichen Standard und faires Verhalten herausragte
- Wayne Gretzky (C) – Los Angeles Kings (180 Punkte)

- Außerdem nominiert:
- Joe Sakic (C) – Québec Nordiques (104 Punkte)
- Brian Leetch (D) – New York Rangers (74 Punkte)

Jack Adams Award
Wird durch die NHL Broadcasters' Association an den Trainer verliehen, der am meisten zum Erfolg seines Teams beitrug
- Pat Quinn – Vancouver Canucks (200 Punkte)

- Außerdem nominiert
- Roger Neilson – New York Rangers (104 Punkte)
- Pat Burns – Montreal Canadiens (48 Punkte)

King Clancy Memorial Trophy
Wird an den Spieler vergeben, der durch Führungsqualitäten, sowohl auf als auch abseits des Eises und durch soziales Engagement herausragte
- Ray Bourque – Boston Bruins

Bill Masterton Memorial Trophy
Wird durch die Professional Hockey Writers' Association an den Spieler verliehen, der Ausdauer, Hingabe und Fairness in und um das Eishockey zeigte
- Mark Fitzpatrick – New York Islanders

Conn Smythe Trophy
Wird an den wertvollsten Spieler (MVP) der Play Offs verliehen
- Mario Lemieux (C) – Pittsburgh Penguins

Art Ross Trophy
Wird an den besten Scorer der Saison verliehen
- Mario Lemieux – Pittsburgh Penguins 131 Punkte (44 Tore, 87 Vorlagen)

William M. Jennings Trophy
Wird an den/die Torhüter mit mindestens 25 Einsätzen verliehen, dessen/deren Team die wenigsten Gegentore in der Saison kassiert hat
- Patrick Roy – Montreal Canadiens 155 Gegentore in 67 Spielen (Gegentordurchschnitt: 2,36)

Alka-Seltzer Plus Award
Wird an den Spieler verliehen, der während der Saison die beste Plus/Minus-Statistik hat
- Paul Ysebaert – Detroit Red Wings +44

Bud Light/NHL Man of the Year
Wird an den Spieler verliehen, der einerseits gesellschaftlich durch ehrenamtliches oder wohltätiges Engagement positiv in Erscheinung trat und andererseits durch sportliches Verhalten und Einsatz die Außendarstellung seines Teams positiv beeinflusste
- Ryan Walter – Vancouver Canucks

Pro Set NHL Player of the Year Award
Wird an den wertvollsten Spieler der regulären Saison verliehen
- Mario Lemieux (C) – Pittsburgh Penguins